# Rio Jamare
Jamare (Jama'are) ou Jamari (Jamaari), também designado como Bunga em seu alto curso, é um rio da África Ocidental que nasce no planalto de Jos, na Nigéria, e flui para nordeste através de Bauchi e Iobe antes de juntar-se ao rio Hadejia e formar o rio Iobe. Hoje há controvérsias sobre o projeto de construção da barragem de Kafin Zaki no rio, pois considera-se o impacto nas cheias sazonais e o lençol freático.